# Замок Беллінгам
Замок Беллінгам (англ. Bellingham Castle, ірл. Caisleán na Baile an Ghearlánaigh) — замок Балє ан Герланайх — один із замків Ірландії, розташований в графстві Лаут, в селищі Кастлбеллінгем, біля річки Глайд. Навколо замку маєток площею 17 акрів. Це розкішний і просторий ірландський замок XVII століття. Замок знаходиться в 1 км від автомагістралі № 1 Дублін — Белфаст. Біля замку є річковий острів з містками, парки і сади. Нині замок перетворений в розкішний готель, використовується для проведення весіль, конференцій та інших урочистих подій.

## Історія замку Беллінгам
Замок Беллінгам був резиденцією аристократичної родини Беллінгам починаючи з XVII століття. Родина Беллінгам походить з міста Кендал (Вестмореленд, Англія). Предком ірландської лінії Беллінгамів був Алан Беллінгам, що переселився в Ірландію під час колонізації Ірландії Англією. Його нащадком був Генрі Беллінгам — кавалерійський офіцер, що воював в Ірландії в часи громадянської війни на Британських островах. Землі Гернонстоун дарував йому Олівер Кромвель, що роздаровував ірландські землі, конфісковані в попередніх власників в нагороду за службу. Але після реставрації монархії в Англії ці землі були йому залишені. Генрі був в списках шляхтичів, які отримали від корля Карла ІІ гранти на ведення господарства в Ірландії. У 1666 році король Карл ІІ офіційно підтвердив його право на володіння цими землями «за вірну службу доброму солдату в останніх війнах». Беллінгами володіли титулом баронет з 1620 року.
Землі і замок довгий час називалися Гернонстоун, тільки в 1710 році з'являється назва замок Беллінгам.
Під час так званих вільямітських (якобітських) війн в Ірландії наприкінці XVII століття замок був зайнятий військами короля католика Якова ІІ і спалений восени 1689 року в помсту за те, що полковник Томас Беллінгам пішов воювати на стороні короля протестанта Вільгельма ІІІ Оранського. Армія короля Вільгельма ІІІ Оранського зупинялася в ніч перед битвою на річці Бойн біля замку Беллінгам.
Потім замок був відновлений. Біля замку щороку проводилися ярмарки. Поруч біля замку була побудована церква, біля якої виникло кладовище і склеп родини Беллінгам. Родина Беллінгам стала однією з найвпливовіших родин в графстві Лаут. У 1880—1885 роках Генрі Беллінгам був депутатом парламенту Великої Британії від графства Лаут. У 1800 році родина Белліггам перейшла з протестантства в католицизм.
Біля замку була пивоварня, що славилась на всю Ірландію. Писали, що в замку Беллінгам роблять найкраще пиво і найкращий лікер в Ірландії. Пивоварню тут відкрив в 1770 році О'Браєн. Звідси пиво постачалося британським солдатам в часи англо-бурської війни. Пивоварня і досі працює.
Біля замку в 1908 році Генрі Беллінгам побудував релігійний пам'ятник — «Голгофу» в пам'ять про свою дружину — леді Констанцію. У 1920 році тут був побудований військовий меморіал в кельтському стилі, освячений кардиналом Логу.
Останній Беллінгам, що жив тут — це сер Едвард Беллінгам, бригадний генерал. Він народився 1879 року, він був останнім лорд-лейтенантом графства Лаут в 1921 році і охоронцем Рукописів (Custos Rotulorum). У 1925—1936 роках він був депутатом сенату Вільної Держави Ірландія. Замок купив Дермот Міган в 1958 році в Ірландської земельної комісії за £ 3 055,00. Він переробив замок в грозкішний готель. Готелем замок лишається і до сьогодні. Він продав замок-готель в 1967 році за £ 30636,61. Готель і 17 акрів маєтку виставлені на продаж в 2011 році — стартова ціна 1 500 000 євро. Готель придбала родина Корсадден.